# Symplecta (Podoneura) triangula
Symplecta (Podoneura) triangula is een tweevleugelige uit de familie steltmuggen (Limoniidae). De soort komt voor in het Afrotropisch gebied.